# ShotCode

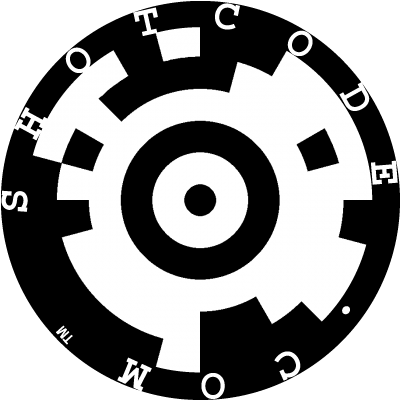
一個簡單的 ShotCode 碼，鏈接到英文版的ShotCode Wikipedia頁面.

ShotCode 是由劍橋大學的High Energy Magic創建的圓形条形码. 它像一個飛鏢圓盤，在中心有一個靶心和圍繞它的“數據圈”。該技術通過測量數據環與每個靶心的角度和距離來從這些數據環中讀取數據位。
ShotCodes被設計為使用常規相機（包括在手機和網絡攝像機上找到的相機）讀取，而無需購買其他專用硬件。 ShotCodes與矩陣條形碼的不同之處在於它們不存儲常規數據，而是存儲由40位數據組成的查找數。 這需要讀取設備鏈接到存儲數據的URL服務器，以便下載所述數據。

## 歷史
ShotCode於1999年在劍橋大學創建時，他們研究出一種低成本的基於視覺的方法來跟踪位置的方案，並開發了TRIPCode。 它已經被用來實時跟踪打印的TRIPCode紙帶和網絡攝像頭。之後在劍橋有另一個研究用途; 使用手機攝像頭讀取條形碼，他們在一個名為SpotCode的圓形條形碼中使用了TRIPCode。High Energy Magic成立於2003年，旨在將劍橋大學計算機實驗室和通信工程實驗室的研究商業化。Leo Bango.net是一家移動公司，他在其廣告中使用SpotCode 2004。 2005年，High Energy Magic Ltd.將整個SpotCode IPR出售給OP3。之後名稱從SpotCode更改為ShotCode。 Heineken是第一家正式使用ShotCode技術的公司。

## ShotCode軟件
用於讀取移動攝像頭拍攝的ShotCode的軟件被稱為“ShotReader”。 軟件大小只有17kB左右。 它實時讀取相機拍攝的ShotCode，並提示瀏覽器導航到特定的網站。
軟件的最後一次更新是在2007年。然後Android和iPhone的上的ShotCode手機软件提示更新將不可用。